# Calineuria jezoensis
Calineuria jezoensis és una espècie d'insecte plecòpter pertanyent a la família dels pèrlids que es troba a Àsia: el Japó.